# Verticale landbouw

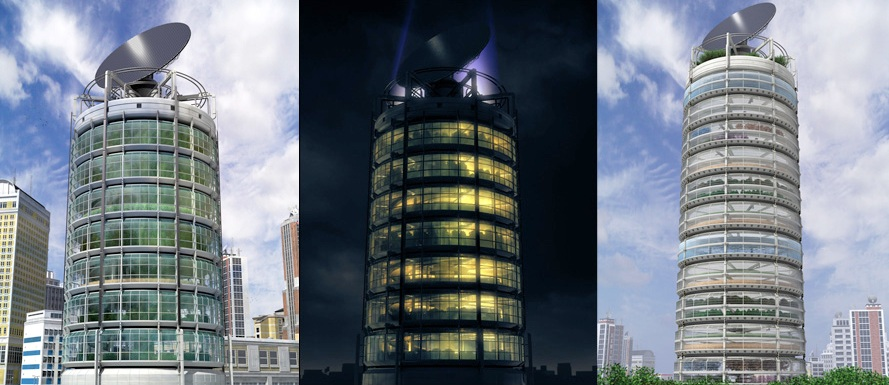
Impressies van verticale landbouw

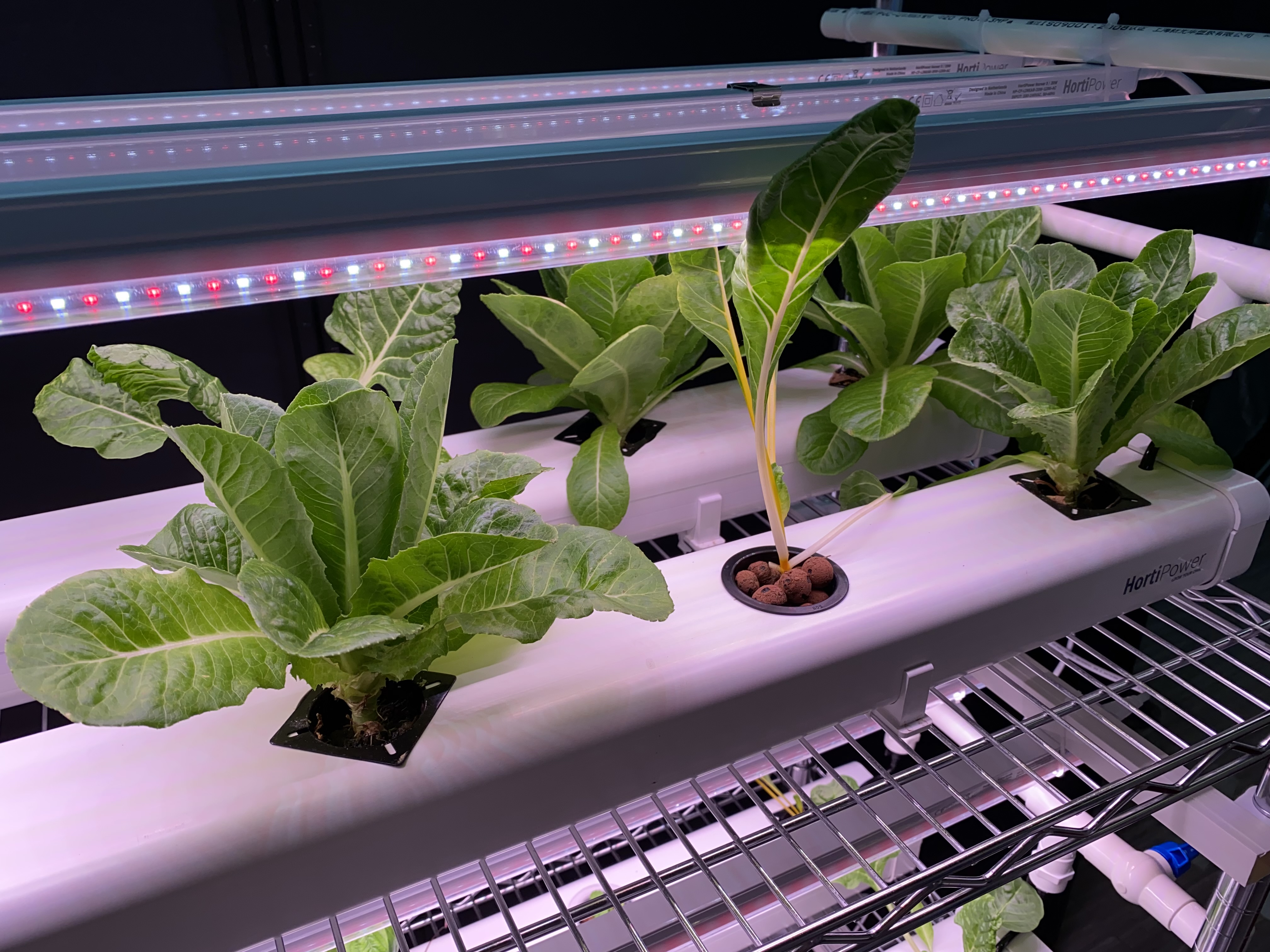
Bladgroente in een hydrocultuurrek onder kunstlicht.

Verticale landbouw is een vorm van landbouw waarbij gebruik wordt gemaakt van gestapelde kweeklagen in een fabriekshal, kantoor of winkel of in steden gebouwde hoogbouw, zogenaamde verticale boerderijtorens.
In navolging van Sony, Nisshinbo Holding, Sharp, Mitsubishi Chemical, Panasonic, Showa Denko en Fujitsu kweekt ook Toshiba groenten in een cleanroom of klimaatcel met meerlagenteelt in verticale landbouw in een fabriekshal. In een cleanroom zijn in principe geen pesticiden nodig tegen plantenziekten en insecten.
Er zijn wereldwijd diverse commerciële vertical farms in gebruik, waaronder AeroFarms en Square Roots in de Verenigde Staten en Growx in Nederland. Door middel van verticale boerderijtorens wordt in drukbevolkte steden het voedselaanbod verhoogd. Volgens onderzoek van de Universiteit Wageningen is 5 keer minder water nodig en tot 20 keer minder landoppervlak. Voor het hogere energiegebruik bestaat geen werkbare oplossing. Naast de teelt van groenten en fruit kunnen er vis en kip worden gekweekt. 
Voorstanders van verticale landbouw zien een dreigend tekort aan landbouwgrond, aan zoet water en aan fosfor voor kunstmest door een verwachte fosforpiek. Ook kan bestaande landbouwgrond onbruikbaar worden door klimaatverandering. De oplossing zoeken zij in een intensieve, industriële landbouw die genetische technologie en krachtigere agrochemicaliën gebruikt om hogere rendementen te behalen.
Professor Dickson Despommier van de Columbia-universiteit in New York introduceerde in 2001 het Vertical Farm Project. Hij stelt voor om op braakliggend terrein in steden verticale boerderijen te plaatsen. Hij verwacht dat hier het jaar rond voedsel kan worden gekweekt, met minder water, afval en brandstof. Om aan binnenlandbouw te doen, is druppelirrigatie, aerocultuur en hydrocultuur nodig. Daarbij kan het gereinigde water van afvalwaterzuiveringsinstallaties in steden dienstdoen. Onder meer wordt brandstof bespaard op transport doordat de afstand tot de consumenten in desbetreffende stad beperkt is.